# Thiepval Memorial
Thiepval Memorial is een oorlogsmonument gelegen nabij het Franse dorp Thiepval in het departement Somme. Het staat een paar honderd meter ten zuiden van het dorpscentrum van Thiepval, op het grondgebied van buurgemeente Authuille.
Het monument herdenkt 72.191 vermiste Britse en Zuid-Afrikaanse soldaten uit de Eerste Wereldoorlog. Het is het grootste Britse oorlogsmonument ter wereld. De boog maakt deel uit van de Frans-Britse oorlogsbegraafplaats die door de Commonwealth War Graves Commission is geregistreerd onder de naam Thiepval Anglo-French Cemetery. Het monument werd ontworpen door Edwin Lutyens.

## Memorial

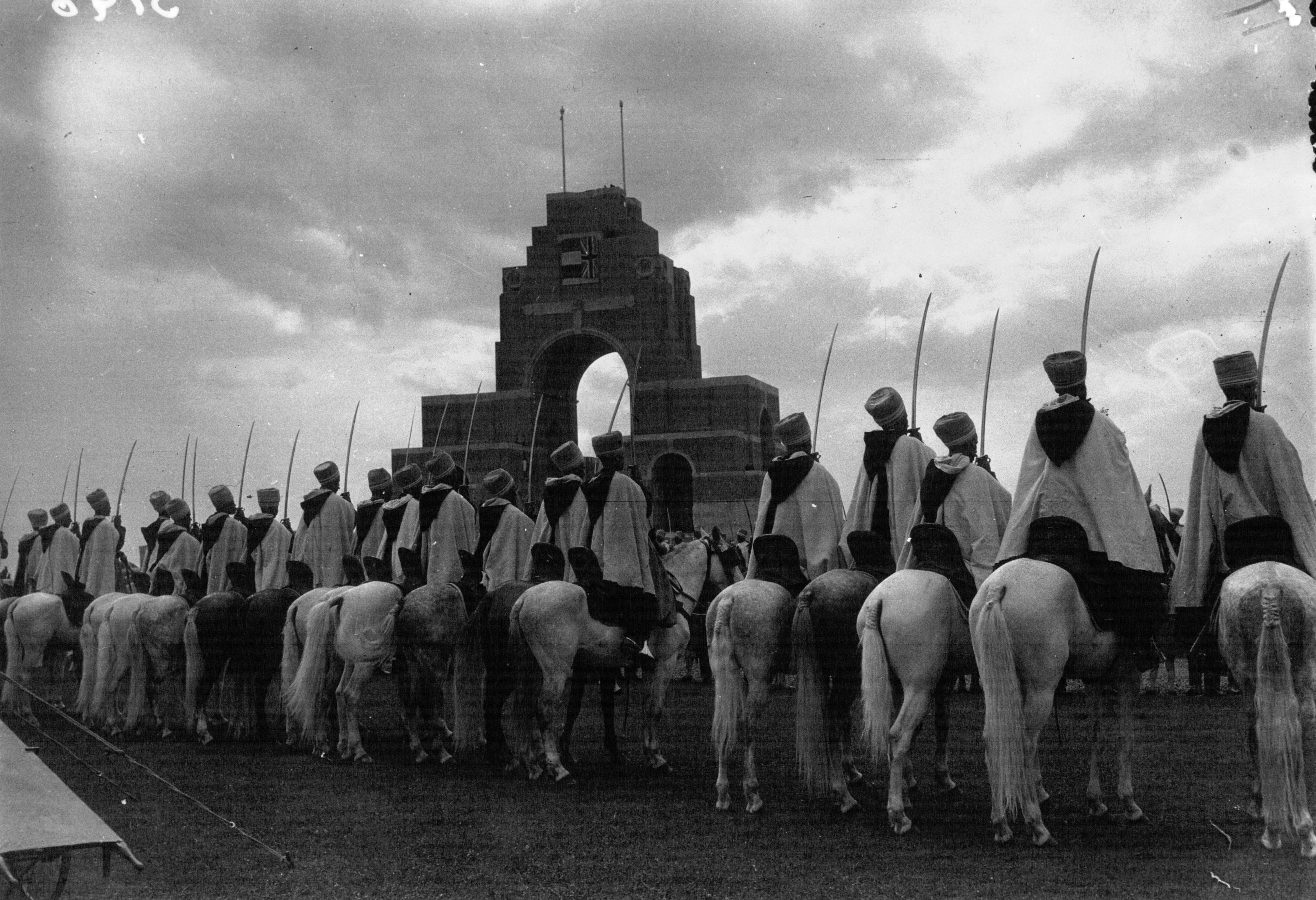
Thiepval Memorial, 1932

Het imposante monument werd gebouwd tussen 1928 en 1932 door de Commonwealth War Graves Commission op de heuvelrug met uitzicht op het dorp en het oude slagveld. Het is opgetrokken uit bakstenen naar een ontwerp van Edwin Lutyens. Het heeft de vorm van een triomfboog en is 45 meter hoog. Het werd ingehuldigd op 31 juli 1932 in aanwezigheid van de Prins van Wales, de latere koning Edward VIII, en de president van de Franse Republiek Albert Lebrun.
Het monument bestaat uit een reeks bogen ondersteund door zestien massieve, vierzijdige, witte pilaren van portlandsteen waarin de namen zijn gegraveerd van 72.205 Britse en Zuid-Afrikaanse soldaten die vermist raakten op het slagveld van de Somme in de periode juli 1915 tot maart 1918. Boven de namen zijn gesneden lauwerkransen aangebracht en staan de gegraveerde namen van plaatsen die in de Slag aan de Somme van belang waren. Door de 25 meter hoge centrale boog kan men het monument doorlopen en het militaire kerkhof aan de achterkant bereiken. Het monument wordt jaarlijks door meer dan 160.000 bezoekers bezocht.

### Victoria Cross
Zeven militairen werden onderscheiden met het Victoria Cross (VC):
- kapitein Eric Norman Frankland Bell (Royal Inniskilling Fusiliers), luitenant Geoffrey St.George Shillington Cather (Royal Irish Fusiliers), luitenant Thomas Orde Lawder Wilkinson (Loyal North Lancashire Regiment), luitenant Alexander Young (South African Infantry), schutter William Mariner (King’s Royal Rifle Corps), soldaat William Buckingham (Leicestershire Regiment) en soldaat William Frederick McFadzean (Royal Irish Rifles).

### Gefusilleerde militairen
- de soldaten Charles Skilton (Royal Fusiliers) en Peter Cairnie (Royal Scots Fusiliers) werden respectievelijk op 26 en 28 december 1916 wegens desertie gefusilleerd.[1]
- soldaat Harry Farr (West Yorkshire Regiment) werd op 18 oktober 1916 wegens lafheid gefusilleerd.

## Museum
Naast het monument bevindt zich een klein museum en een bezoekerscentrum. De permanente tentoonstelling van ongeveer 400 m² toont collecties, archeologische voorwerpen en gereedschappen gerelateerd aan de slag bij De Somme. De pronkstukken van de collectie zijn een replica van het vliegtuig van Georges Guynemer en een grote fresco (60 meter lang) van het slagveld op 1 juli 1916. 